# Pallottole su Broadway
Pallottole su Broadway (Bullets Over Broadway) è un film del 1994 diretto da Woody Allen, con John Cusack, Dianne Wiest e Chazz Palminteri.

## Trama
New York, 1928: l'autore teatrale David Shayne presenta al suo produttore una nuova commedia, God of Our Fathers, ottenendo un finanziamento per metterla in scena a Broadway. In realtà, però, il finanziatore dello spettacolo è Nick Valenti, temuto boss della mafia, che accetta di fornire i fondi per l'opera di Shayne in cambio di una parte per la sua amante, Olive, una ballerina di nightclub totalmente priva di talento, scortata passo passo dalla sua guardia del corpo, soprannominata Cheech.
Lo scrittore è costretto ad accettare il compromesso, seppur a malincuore, ma riesce a relegare l'incapace e capricciosa attrice in un ruolo minore, ottenendo per la parte principale la celebre Helen Sinclair, una nevrotica ed eclettica star di Broadway, alla ricerca di un buon ruolo per risollevare la sua carriera dopo una serie di insuccessi, accanto alla quale reciterà Warner Purcell, un attore inglese con problemi di peso.
David inizia ad invaghirsi della sua prima attrice tradendo la sua compagna, Ellen, ed è costretto, suo malgrado, ad adattare il testo alle esigenze dei suoi attori. Un giorno, durante le prove, Cheech suggerisce a David, in crisi per i litigi fra i vari attori e per le loro lamentele, alcune varianti al copione, che tutti i presenti, dagli attori al produttore, trovano buone, e convincono David, scettico che un rude sicario mafioso possa capirne qualcosa di teatro, ad usarle nel testo.
I consigli di Cheech si rivelano geniali per intuizione e profondità, e a poco a poco conquista la fiducia di David, sino a diventare il vero autore del nuovo copione, completamente riscritto con i suoi consigli, pur rimanendo nell'ombra. Cheech prende talmente a cuore questa sua nuova dote di scrittore improvvisato da non poter più sopportare l'interpretazione di Olive, non esitando ad eliminarla in nome dell'arte a prezzo della sua stessa vita. Infatti Nick Valenti, insospettitosi, lo fa eliminare. Cheech muore fra le braccia di David, il quale si rende conto di non essere mai stato un grande artista come lui. Infatti, nonostante il successo del suo spettacolo, David rinuncia a continuare la sua carriera e, alla fine, capisce di amare ancora Ellen e ritorna da lei.

## Riconoscimenti
- 1995 - Premio Oscar
  - Miglior attrice non protagonista a Dianne Wiest
  - Nomination Migliore regia a Woody Allen
  - Nomination Miglior attore non protagonista a Chazz Palminteri
  - Nomination Miglior attrice non protagonista a Jennifer Tilly
  - Nomination Migliore sceneggiatura originale a Woody Allen e Douglas McGrath
  - Nomination Migliore scenografia a Santo Loquasto e Susan Bode
  - Nomination Migliori costumi a Jeffrey Kurland
- 1995 - Golden Globe
  - Miglior attrice non protagonista a Dianne Wiest
- 1996 - Premio BAFTA
  - Nomination Migliore sceneggiatura originale a Woody Allen e Douglas McGrath
- 1995 - Chicago Film Critics Association Award
  - Miglior attrice non protagonista a Dianne Wiest
  - Nomination Miglior attore non protagonista a Chazz Palminteri
- 1994 - Los Angeles Film Critics Association Award
  - Miglior attrice non protagonista a Dianne Wiest
- 1995 - Kansas City Film Critics Circle Awards
  - Miglior attrice non protagonista a Dianne Wiest
- 1995 - Independent Spirit Award
  - Miglior attore non protagonista a Chazz Palminteri
  - Miglior attrice non protagonista a Dianne Wiest
  - Nomination Miglior film a Robert Greenhut
  - Nomination Migliore sceneggiatura a Woody Allen e Douglas McGrath
- 1995 - Screen Actors Guild Award
  - Miglior attrice non protagonista a Dianne Wiest
  - Nomination Miglior attore non protagonista a Chazz Palminteri
- 1994 - New York Film Critics Circle Award
  - Miglior attrice non protagonista a Dianne Wiest